# Number Nine

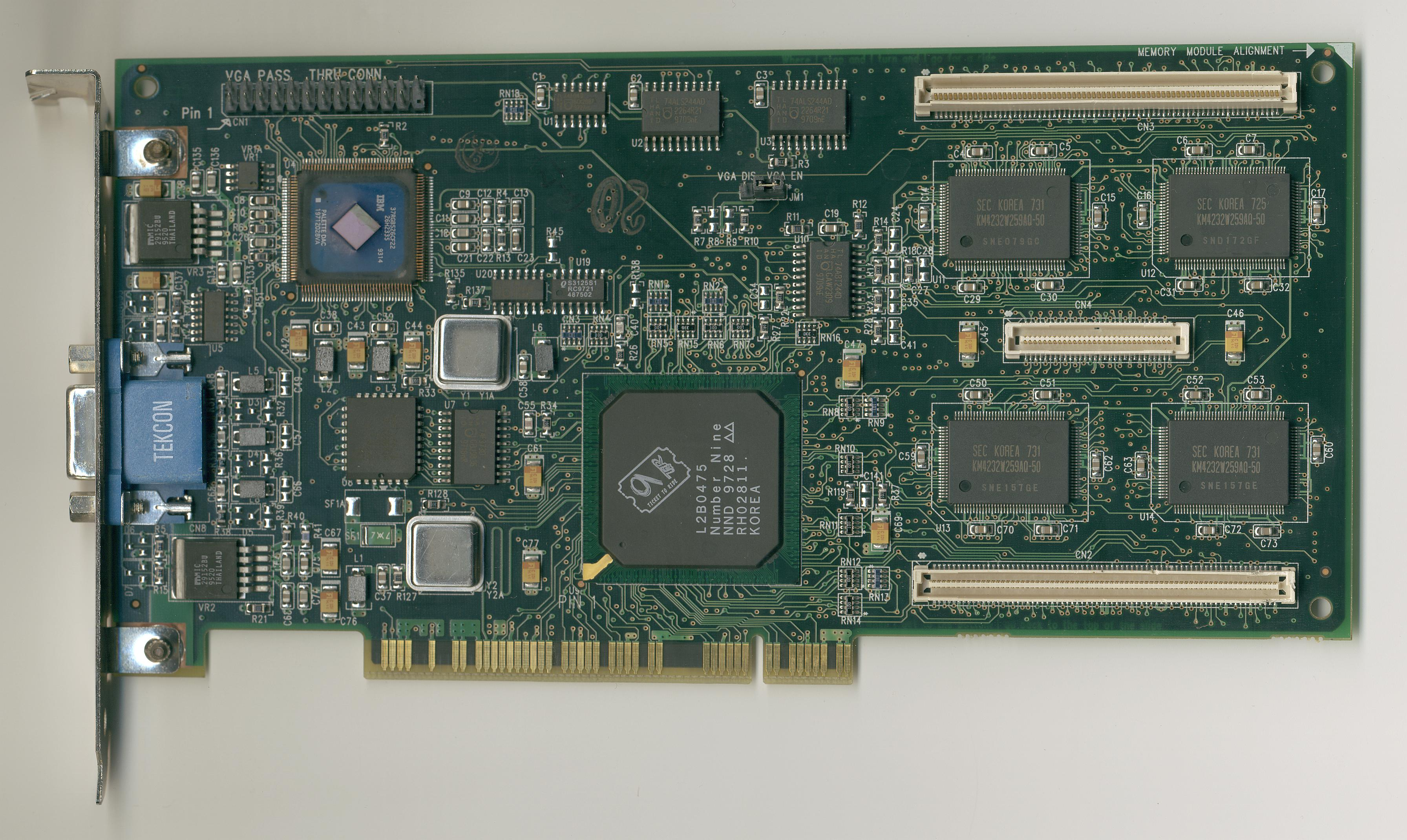
Grafikkarte Number Nine Revolution 3D

Number Nine Visual Technology mit Sitz in Lexington/Massachusetts war ein Hersteller von Grafikkarten und Grafikchips für PCs. Number Nine war Mitte der 1990er der dominierende Anbieter von Hochleistungsgrafikkarten. Wie viele andere Hersteller wurde Number Nine vom Erfolg der 3D-Beschleuniger überrascht und konnte keinen konkurrenzfähigen Grafikchip entwickeln.
Bekannt wurde Number Nine auch für die Nutzung von Begriffen der Musikgruppe Beatles. Viele Produkte von Number Nine (wie auch die Firma selbst) trugen Namen, die im Zusammenhang zu den Beatles stehen, z. B. Revolution, Imagine, Ticket to Ride, Pepper usw. Ferner wurde auf allen Grafikkarten-Platinen des Herstellers eine Zeile aus einem Beatles-Song mit aufgedruckt.

## Geschichte
Gegründet wurde Number Nine im Jahr 1982 von Andy Najda und Stan Bialek. Das erste Produkt war eine Beschleunigerkarte für den Apple II, der sog. Number Nine Apple Booster.
Bereits im Jahr 1983 konzentrierte man sich auf Grafikkarten und -chips und brachte das Number Nine Graphics System auf den Markt, das in Konkurrenz zu IBMs CGA stand und eine Auflösung bis 1024 × 768 Pixel (bei 16 Farben) beherrschte.
1984 brachte man mit der Revolution 512x8 die erste Grafikkarte auf den Markt, die 256 Farben darstellen konnte. Kurz darauf die Revolution 512x32, die erste "True Color"-Grafikkarte der Welt (16,7 Mio. Farben).
Bis Anfang der 1990er konzentrierte sich Number Nine auf den High-End-Markt, was man auch an den Entwicklungen sehen kann. Durch die starke Verbreitung von Microsoft Windows fragte nun auch die breite Masse nach Windows-Beschleunigern. Number Nine befriedigte die Nachfrage, indem man Karten für den Mainstream-Bereich entwickelte. Da die Entwicklung eigener Chips dafür zu aufwendig gewesen wäre, wählte man S3 Inc. als Partner zur Lieferung von entsprechenden Grafikchips. Ein Ergebnis dieser Entwicklung war die #9GXE.
Number Nine entwickelte aber für den High-End-Markt weiter eigene Grafikchips und -karten, z. B. 1994 die bekannte und berühmte Imagine 128, die erste Grafikkarte der Welt mit einem 128-Bit-Grafikchip. Diese Grafikkarte bot damals die mit Abstand höchste Leistung und distanzierte die Konkurrenz wie Matrox deutlich.
Ebenfalls im Jahr 1994 erfolgte die Umstrukturierung zu einer Aktiengesellschaft.
Bereits 1999 zeigte sich der Hersteller angeschlagen. Der letzte selbst entwickelte Grafikchip war der von wenig Erfolg gekrönte Ticket to Ride IV, der sich auf der Revolution-IV-Grafikkarte befand. Der 128-Bit-Prozessor konnte in der Leistung wie auch in den unterstützten 3D-Fähigkeiten mit der Konkurrenz nicht mithalten.
Die Verwendung von „Savage 4“-Grafikchips der Firma S3 schaffte ebenfalls nur kurzzeitig Abhilfe.
Anfang 2000 wurde die Number Nine Visual Technology Inc. von der S3 Inc. übernommen.
Zum 1. Juli 2000 stellte Number Nine den Geschäftsbetrieb ein.
2002 gründeten zwei frühere Number-Nine-Ingenieure, James Macleod und Francis Bruno, Silicon Spectrum, Inc. und lizenzierten Number Nines Graphiktechnologie von S3 für FPGA.
Die Number-Nine-Webseite war noch 5 Jahre nach der Schließung der Firma aktiv, teilweise von einem ehemaligen Mitarbeiter und #9-Enthusiasten am Laufen gehalten und betreut. Im März 2005 wurde die Webseite endgültig geschlossen und der Domänenname von einem Wettanbieter übernommen.
Im Jahr 2013 gab es einen Versuch über die Crowdfunding-Plattform Kickstarter ein Derivat eines "#9 Ticket To Ride IV"-Designs für 200.000 Dollar der Open-source-Gemeinde zur Verfügung zu stellen, verfehlte das Ziel aber deutlich mit nur ca. 13.000 Dollar.